# Mystrocnemis
Mystrocnemis is een kevergeslacht uit de familie van de boktorren (Cerambycidae). De wetenschappelijke naam van het geslacht werd voor het eerst geldig gepubliceerd in 1882 door Quedenfeldt.

## Soorten
Mystrocnemis omvat de volgende soorten:
- Mystrocnemis allardi Breuning, 1961
- Mystrocnemis analis (Fåhraeus, 1872)
- Mystrocnemis apicalis Aurivillius, 1915
- Mystrocnemis atricollis Breuning, 1953
- Mystrocnemis bicolor Aurivillius, 1914
- Mystrocnemis flavoapicalis Breuning, 1950
- Mystrocnemis flavovittata Quedenfeldt, 1882
- Mystrocnemis stictica Aurivillius, 1914